# O Casamento em Caná
O Casamento em Caná (ou A Festa do Casamento em Caná ou As Bodas de Caná) é uma enorme pintura em óleo do pintor italiano maneirista e renascentista Paolo Veronese. Está exposta no Museu do Louvre, em Paris, e é a maior pintura na colecção do museu, com 6,77m por 9,94m
A obra foi requerida em 1562 pelo Mosteiro beneditino de San Giorgio Maggiore em Veneza, e completado em 1563, quinze meses depois. Esteve pendurado no refeitório do mosteiro durante 235 anos, até ser saqueado por Napoleão em 1797 e levado para Paris. Durante a viagem o quadro foi cortado em dois e costurado de novo em Paris. Não foi devolvida nos tratados de conciliação pós-napoleónica que restituiu algumas obras de arte saqueadas, e no seu lugar para Veneza foi uma débil pintura de Charles Le Brun (Feast in the House of Simon).
A pintura mostra as Bodas de Caná, a história de um milagre do Novo Testamento cristão. Na história, Jesus e os seus discípulos foram convidados para um casamento em Caná, na Galileia. Já perto do final da festa, quando o vinho começava a escassear, Jesus pediu aos serventes para encher os cálices com água, que depois ele transformou em vinho (o seu primeiro de sete milagres, como escrito no Evangelho de João).
Existe uma outra pintura de Paulo Veronese de 1571 sobre o mesmo motivo na galeria de arte Gemäldegalerie Alte Meister em Dresden, Alemanha.